# Arie Lokker
Arie Lokker (Den Bommel, 27 september 1897 – Vlissingen, 23 april 1971) was een Nederlands politicus van de CHU.
Hij werd geboren op het Zuid-Hollandse eiland Goeree-Overflakkee en ging in Rotterdam naar de hbs. Vervolgens was hij volontair; eerst bij de gemeentesecretarie van Sommelsdijk en later bij die van Stad aan 't Haringvliet. In 1915 ging Lokker als tijdelijk ambtenaar werken bij de gemeente Emmen en een jaar later maakte hij de overstap naar de gemeente Coevorden. Hij werd in 1939 benoemd tot commies bij de gemeente Vlissingen en zou het daar brengen tot hoofdcommies. Tijdens de Tweede Wereldoorlog had Lokker in Zeeland een leidende functie in het verzet en als gevolg daarvan moest hij onderduiken maar is hij ook geïnterneerd geweest in het 'Oranjehotel' in Scheveningen. Lokker werd in maart 1955 de burgemeester van Waarde. In oktober 1962 ging hij met pensioen maar bleef nog wel ruim een half jaar aan als waarnemend burgemeester van Waarde. In 1971 overleed hij op 73-jarige leeftijd.